# Ujęcie (film)
Ujęcie – najmniejsza dynamiczna jednostka budulca filmowego zawarta między dwoma najbliższymi cięciami montażowymi; odcinek taśmy filmowej z obrazem filmowanym trwający od startu kamery do momentu jej zatrzymania.
Należy odróżniać pojęcie ujęcia od planu. Prawdopodobnie wpływ terminologii francuskiej doprowadził do ich pomieszania.